# Eerste divisie (vrouwenhandbal) 2018/19
De eerste divisie is de op een na hoogste afdeling van het Nederlandse handbal bij de dames op landelijk niveau. Er nemen veertien teams deel.

## Opzet
- De kampioenen promoveert rechtstreeks naar de eredivisie (mits er niet al een hogere ploeg van dezelfde vereniging in de reguliere eredivisie speelt).
- De ploegen die als een-na-laatste (dertiende) en laatste (veertiende) eindigen, degraderen rechtstreeks naar de tweede divisie.
- Het seizoen wordt onderverdeeld in vier perioden van respectievelijk 6, 7, 7 en 6 wedstrijden. De ploeg die in een periode de meeste punten behaalt, is periodewinnaar en verkrijgt het recht om deel te nemen aan de zogenaamde nacompetitie. Indien de uiteindelijke kampioen, een ploeg die niet mag promoveren, of een degradant een periode wint, wordt het recht tot deelname aan de nacompetitie overgedragen aan het hoogst geklasseerde team in de eindrangschikking dat nog niet aan de nacompetitie deelneemt. In de nacompetitie spelen deze vier ploegen uit de eerste divisie onderling een volledige competitie.
- De winnaar van de nacompetitie speelt tegen de nummer 9 van de eredivisie (nacompetitie degradatiepoule) in een best-of-two voor één plek in de eredivisie.

Er promoveert dus zeker één ploeg, en mogelijk een tweede ploeg via de nacompetitie. Verder degraderen er 2 (gelijk aan het aantal tweede divisies) ploegen.

## Teams
| Ploeg                   | Plaats     | Provincie     | Trainer(s)                            | Hal                |
| ----------------------- | ---------- | ------------- | ------------------------------------- | ------------------ |
| Green Park/Aalsmeer     | Aalsmeer   | Noord-Holland | Will Plugge                           | de Bloemhof        |
| Bentelo                 | Bentelo    | Overijssel    | Tom Geertshuis                        | Sporthal de Pol    |
| Anytime Fitness/BFC     | Beek       | Limburg       | Karin Damoiseaux & Fred Kerbusch      | de Haamen          |
| DSS                     | Heemskerk  | Noord-Holland | Serge Ter Horst                       | de Waterakkers     |
| E&O                     | Emmen      | Drenthe       | Henk Smeenge                          | Angelslo           |
| Fortissimo              | Cothen     | Utrecht       | Willem-Jan Ruder                      | De Rijnsloot       |
| Gemini (Z)              | Zoetermeer | Zuid-Holland  | Remco Peters & Casper Bierenbroodspot | Oosterpoort        |
| B&B Healthcare/Hercules | Den Haag   | Zuid-Holland  | André de Waal                         | Boswijk            |
| PCA/Kwiek               | Raalte     | Overijssel    | Jan Majoor                            | Sporthal Tijenraan |
| Virto/Quintus 2         | Kwintsheul | Zuid-Holland  |                                       | Eekhout Hal        |
| Garage Kil/Volendam     | Volendam   | Noord-Holland | Ruud van den Broeck                   | Opperdam           |
| Fit & Fun/Voorwaarts    | Twello     | Gelderland    | Helma Meijerman-Logtenberg            | Jachtlust          |
| Westsite                | Amsterdam  | Noord-Holland | Saskia van den Brink                  | Calandhal          |
| Z.A.P.                  | Breezand   | Noord-Holland | Arthur Langedijk                      | de Zwaluwenvlucht  |

## Reguliere competitie

### Stand
| Pos | Team                     | Wed | W  | G | V  | Ptn | DV  | DT  | +/−  | Opmerking                                     |
| --- | ------------------------ | --- | -- | - | -- | --- | --- | --- | ---- | --------------------------------------------- |
| 1   | Quintus 2 (K)            | 26  | 21 | 2 | 3  | 44  | 772 | 570 | +202 | Kampioen zonder promotie                      |
| 2   | Fit & Fun/Voorwaarts (P) | 26  | 21 | 0 | 5  | 42  | 808 | 663 | +145 | Promoveert naar de eredivisie                 |
| 3   | Garage Kil/Volendam (P)  | 26  | 21 | 0 | 5  | 40  | 787 | 631 | +156 | Nacompetitie voor promotie naar de eredivisie |
| 4   | PCA/Kwiek                | 26  | 19 | 0 | 7  | 38  | 778 | 642 | +136 | Nacompetitie voor promotie naar de eredivisie |
| 5   | Fortissimo               | 26  | 15 | 3 | 8  | 33  | 664 | 605 | +59  | Nacompetitie voor promotie naar de eredivisie |
| 6   | Z.A.P.                   | 26  | 15 | 1 | 10 | 31  | 689 | 633 | +56  | Nacompetitie voor promotie naar de eredivisie |
| 7   | Westsite                 | 26  | 14 | 0 | 12 | 28  | 660 | 674 | −14  |                                               |
| 8   | Green Park/Aalsmeer      | 26  | 11 | 2 | 13 | 24  | 649 | 672 | −23  |                                               |
| 9   | DSS                      | 26  | 11 | 1 | 14 | 23  | 626 | 671 | −45  |                                               |
| 10  | Anytime Fitness/BFC      | 26  | 10 | 0 | 16 | 20  | 590 | 661 | −71  |                                               |
| 11  | B&B Healthcare/Hercules  | 26  | 7  | 1 | 18 | 15  | 613 | 733 | −120 |                                               |
| 12  | E&O                      | 26  | 7  | 0 | 19 | 14  | 600 | 691 | −91  |                                               |
| 13  | Bentelo (R)              | 26  | 4  | 1 | 21 | 9   | 506 | 704 | −198 | Degradeert naar de tweede divisie             |
| 14  | Gemini (Z) (R)           | 26  | 0  | 1 | 25 | 1   | 473 | 665 | −192 | Degradeert naar de tweede divisie             |

1. ↑  Kampioen en winnaar eerste periode (ronde 1-6). Echter uitgesloten van promotie en spelen nacompetitie omdat het eerste team van Quintus volgend seizoen al eredivisie speelt.
2. ↑  Winnaar tweede periode (ronde 7-13). Daar Quintus niet kan promoveren komt de eer van rechtstreekse promotie aan Voorwaarts toe.
3. ↑  Winnaar derde periode (ronde 14-20) en heeft 2 punten in mindering gekregen.
4. ↑  Winnaar vierde periode (ronde 21-26).
5. ↑  Vervangende winnaar tweede periode als hoogst gekwalificeerde team in de eindstand zonder periode titel.

### Uitslagen
| Thuis \ Uit             | AAL   | BEN   | BFC   | DSS   | E&O   | FRT   | GEM   | HER   | KWI   | QUI   | VOL   | VOO   | WSI   | ZAP   |
| ----------------------- | ----- | ----- | ----- | ----- | ----- | ----- | ----- | ----- | ----- | ----- | ----- | ----- | ----- | ----- |
| Green Park/Aalsmeer     |       | 26–19 | 25–28 | 29–19 | 20–27 | 26–24 | 31–18 | 32–18 | 31–30 | 22–29 | 24–27 | 29–25 | 27–32 | 22–28 |
| Bentelo                 | 21–22 |       | 21–26 | 19–26 | 28–18 | 16–29 | 20–19 | 27–28 | 20–31 | 15–34 | 18–29 | 24–25 | 18–24 | 24–21 |
| Anytime Fitness/BFC     | 25–22 | 20–18 |       | 21–26 | 26–22 | 19–20 | 19–17 | 32–29 | 14–27 | 18–27 | 25–26 | 29–41 | 24–25 | 24–19 |
| DSS                     | 22–28 | 24–24 | 24–18 |       | 30–22 | 23–31 | 24–13 | 26–20 | 20–29 | 13–36 | 26–35 | 29–30 | 28–20 | 21–23 |
| E&O                     | 31–27 | 21–14 | 25–21 | 23–29 |       | 22–25 | 22–18 | 23–22 | 31–37 | 26–30 | 20–21 | 19–29 | 23–26 | 21–25 |
| Fortissimo              | 25–25 | 35–21 | 28–24 | 27–12 | 24–23 |       | 19–19 | 27–22 | 24–25 | 26–26 | 26–31 | 27–32 | 22–21 | 26–28 |
| Gemini (Z)              | 15–24 | 15–17 | 17–19 | 21–24 | 19–20 | 19–25 |       | 18–19 | 23–36 | 17–31 | 22–27 | 19–25 | 21–29 | 20–28 |
| B&B Healthcare/Hercules | 24–24 | 30–16 | 23–26 | 23–20 | 28–21 | 25–32 | 28–17 |       | 23–36 | 19–45 | 26–33 | 23–35 | 21–25 | 29–26 |
| PCA/Kwiek               | 24–22 | 40–19 | 24–23 | 25–28 | 23–22 | 24–26 | 30–20 | 38–21 |       | 27–24 | 29–28 | 34–24 | 35–31 | 35–18 |
| Quintus 2               | 29–17 | 34–18 | 29–26 | 32–25 | 37–23 | 26–16 | 21–13 | 31–30 | 26–21 |       | 27–25 | 33–20 | 28–19 | 23–23 |
| Garage Kil/Volendam     | 30–21 | 32–14 | 39–26 | 35–27 | 32–22 | 31–30 | 40–15 | 33–26 | 30–28 | 34–25 |       | 25–22 | 36–21 | 25–26 |
| Fit & Fun/Voorwaarts    | 34–20 | 32–17 | 33–14 | 30–31 | 46–34 | 23–20 | 31–20 | 28–24 | 36–28 | 34–28 | 33–24 |       | 40–33 | 37–26 |
| Westsite                | 25–28 | 26–21 | 22–21 | 26–25 | 28–20 | 21–27 | 28–21 | 30–17 | 27–36 | 23–30 | 28–27 | 25–33 |       | 23–22 |
| Z.A.P.                  | 43–25 | 37–17 | 32–22 | 31–24 | 26–19 | 21–23 | 28–17 | 32–15 | 31–26 | 20–31 | 24–32 | 28–30 | 23–22 |       |

## Nacompetitie
De 4 (vervangende) periodewinnaars spelen onderling een volledige competitie. De winnaar van deze competitie mag in een best-of-Two tegen de nummer 9 van de eredivisie (nacompetitie degradatiepoule) spelen voor een plaats in de eredivisie.

### Teams
| Positie | Team                | Opmerking                      |
| ------- | ------------------- | ------------------------------ |
| No. 3   | Garage Kil/Volendam | Winnaar 3de periode            |
| No. 4   | PCA/Kwiek           | Winnaar 4de periode            |
| No. 5   | Fortissimo          | Vervanger winnaar 1ste periode |
| No. 6   | Z.A.P.              | Vervanger winnaar 2de periode  |

### Stand
| Pos | Team                | Wed | W | G | V | Ptn | DV  | DT  | +/− | Opmerking                                    |
| --- | ------------------- | --- | - | - | - | --- | --- | --- | --- | -------------------------------------------- |
| 1   | Garage Kil/Volendam | 6   | 5 | 0 | 1 | 10  | 176 | 151 | +25 | Naar Best-of-Two voor plek in de eredivisie. |
| 2   | Z.A.P.              | 6   | 4 | 0 | 2 | 8   | 153 | 153 | 0   | Blijven in de eerste divisie                 |
| 3   | PCA/Kwiek           | 6   | 3 | 0 | 3 | 6   | 168 | 153 | +15 | Blijven in de eerste divisie                 |
| 4   | Fortissimo          | 6   | 0 | 0 | 6 | 0   | 133 | 173 | −40 | Blijven in de eerste divisie                 |

### Uitslagen
| Thuis \ Uit         | FRT   | KWI   | VOL   | ZAP   |
| ------------------- | ----- | ----- | ----- | ----- |
| Fortissimo          |       | 24–29 | 22–23 | 20–28 |
| PCA/Kwiek           | 32–22 |       | 24–28 | 22–24 |
| Garage Kil/Volendam | 37–24 | 33–26 |       | 32–26 |
| Z.A.P.              | 24–21 | 22–35 | 29–23 |       |